# Saclay
Saclay é uma comuna francesa com aproximadamente 2.883 habitantes (censo de 1999) localizada a sete quilômetros a sudoeste de Paris no departamento de Essonne na região da Ilha de França. É muito conhecida com o centro científico CEA Saclay, envolvido na pesquisa nuclear de partículas físicas.
A cidade está no coração do planalto de Saclay, que abriga desde o pós-guerra um grande número de instituições de pesquisa científica e de faculdades. A comuna é a sede do CEA Saclay. Ela também está no coração de um vasta operação de planejamento para criar um cluster tecnológico chamado Paris-Saclay.
Seus habitantes são chamados Saclaysiens.

## Geografia

### Comunas limítrofes
- Orsay
- Saint-Aubin
- Vauhallan
- Palaiseau
- Bièvres
- Jouy-en-Josas
- Villiers-le-Bâcle
- Gif-sur-Yvette
- Toussus-le-Noble

## Toponímia
O nome da localidade é atestado na forma Sarclitas no século VII, Sarcleyum em 1232, Sacleyum, Sarcleium, Sarcleya, Sarcleyo no século XIII, Sarcloi, Saclé.

## Educação
- Universidade Paris-Saclay